# آرش اباذری
آرش اباذری فیلسوف ایرانی و استادیار دانشگاه اموری در آمریکاست. او سابقاً به‌عنوان پژوهشگر ارشد در پژوهشگاه دانش‌های بنیادی فعالیت داشت. پژوهش‌های او عمدتاً در حوزهٔ فلسفهٔ آلمانی قرن نوزدهم خصوصاً فلسفهٔ هگل و نیز فلسفهٔ سیاسی و اجتماعی است. او دانش‌آموختهٔ دکتری عمومی پزشکی از دانشگاه علوم پزشکی تهران و دکتری فلسفه از دانشگاه جانز هاپکینز است. اباذری تا سال ۱۴۰۰ در گروه فلسفهٔ علم دانشگاه صنعتی شریف تدریس می‌کرد. قطع همکاری دانشگاه شریف با اباذری (همزمان با قطع همکاری دانشگاه شهید بهشتی با محمد فاضلی) باعث ایجاد واکنش‌های گسترده شد.

## آثار
اباذری در کتاب هگل و هستی‌شناسی قدرت: ساختار سلطهٔ اجتماعی در سرمایه‌داری، سعی می‌کند تا شرحی از فلسفهٔ سیاسی و اجتماعی هگل با تمرکز بر علم منطق ارائه دهد.
این کتاب از سوی تونی اسمیت، جیک مک‌نالتی، آلگرا د لورنتیس، ناهوم براون، برنارد فرو، ماریو آگوییریانو بنیتز، مارکوس گانته، سیور سندویک ستروم، و شهریار خسروی مورد نقدوبررسی قرار گرفت. برخی نقدها با پاسخی از سوی اباذری همراه شد. این کتاب همچنین نقدهای کوتاهی از برایان اوکانر و تاد هدریک دریافت کرد.

### ترجمه
- فردریش دورنمات: شهاب و اشترانیسکی و قهرمان ملی، فریدریش دورنمات، ترجمهٔ آرش اباذری، تهران: نشر چشمه، ۱۳۸۸

### مقالات
- "فیشته و قوام یافتنِ اجتماعیِ سوژه". مجله پژوهش های فلسفی. 15 (34): 1–22. 2021-04-21. doi:10.22034/jpiut.2021.40769.2618. ISSN 2251-7960.